# The Lost Battalion
The Lost Battalion é um filme de guerra luxemburgo-estado-unidense de 2001, um remake do filme de 1919 de mesmo nome. O filme foi dirigido por Russell Mulcahy, escrito por James Carabatsos e estrelou o ator Rick Schroder. O filme é baseado em fatos reais ocorridos durante a Primeira Guerra Mundial.

## Enredo
O filme acompanha os acontecimentos de um batalhão do exército americano cercado por alemães na Floresta de Argonne. A temática mostra a luta dos soldados para manter o terreno e também para sobreviver.

## Elenco
- Rick Schroder.... Major Charles White Whittlesey
- Phil McKee.... Capitão George McMurtry
- Jamie Harris.... Sargento Gaedeke
- Jay Rodan.... Tenente Leak
- Adam James.... Capitão Nelson Holderman
- Daniel Caltagirone.... Recruta Phillip Capeglia
- Michael Goldstrom.... Recruta Jacob Rosen
- André Vippolis.... Recruta Lipasti
- Rhys Miles Thomas.... Recruta Bob Yoder
- Arthur Kremer.... Recruta Abraham Krotoshinsky
- Adam Kotz.... Coronel Johnson